# Poder al Pueblo (Italia)
¡Poder al Pueblo! (en italiano: Potere al Popolo!, o PaP por sus siglas) es un movimiento político de Italia.
PaP fue fundado en diciembre de 2017 como coalición de partidos y grupos políticos, presentándose como lista electoral en las elecciones generales de 2018. En su manifiesto, los miembros de PaP la describen como «social y política, anti-liberalista y anticapitalista, comunista, socialista, ecologista, feminista, secular, pacifista, libertaria, sureña» de izquierda. El objetivo de la coalición es «construir democracia real a través de la práctica cotidiana, las experiencias de autogobierno, la socialización de los conocimientos, la participación ciudadana popular».

## Historia
La coalición fue propuesta inicialmente por el Ex OPG Je so' pazzo, un centro social en Nápoles. La propuesta fue respaldada por otros centros sociales en el país, comités locales y asociaciones y finalmente algunos partidos con registro. La idea de construir un partido y/o lista nació durante el Je so' Pazzo Festival 2016, tuvo como nombre «Construyamos el poder popular», celebrado en Nápoles del 9 al 11 de septiembre de 2016. Al año siguiente del 7 al 10 de septiembre de 2017 se celebró en Nápoles el Je so' Pazzo Festival 2017, que tuvo como nombre «¡Poder al pueblo!».
El 17 de diciembre de 2017 la coalición se lanzó oficialmente con el apoyo de los dos principales partidos comunistas italianos: el Partido de la Refundación Comunista (PRC) y el Partido Comunista Italiano (PCI). Contextualmente, Viola Carofalo, una investigadora universitaria en filosofía con sede en Nápoles que había sido activista por mucho tiempo tanto del PRC como del Ex OPG Je so' pazzo, fue elegida como portavoz nacional. El 6 de enero de 2018 fue nombrada también líder política. En las elecciones generales del 4 de marzo de 2018 PaP consiguió un 1.1% de los votos y no obtuvo ningún escaño.

## Composición
Si bien actualmente contiene dos partidos y organizaciones, PaP se componía originalmente de ocho partidos principales distintos:
| Partidos | Partidos                     | Ideología principal    | Líderes           | Período                            |
| -------- | ---------------------------- | ---------------------- | ----------------- | ---------------------------------- |
|          | Red de Comunistas (RdC)      | Comunismo              | Luciano Vasapollo | 26 de noviembre de 2017 – presente |
|          | Renacimiento Socialista (RS) | Socialismo democrático | Franco Bartolomei | 18 de diciembre de 2017 – presente |

#### Antiguos miembros
| Partidos | Partidos                                  | Ideología principal    | Líderes            | Período                                          |
| -------- | ----------------------------------------- | ---------------------- | ------------------ | ------------------------------------------------ |
|          | Izquierda Anticapitalista (SA)            | Comunismo              | Franco Turigliatto | 5 de diciembre de 2017 – 4 de octubre de 2018    |
|          | Partido de la Refundación Comunista (PRC) | Comunismo              | Maurizio Acerbo    | 18 de diciembre de 2017 – 28 de octubre de 2018  |
|          | Movimiento Radical Socialista (MRS)       | Socialismo democrático | Katia Bellillo     | 18 de diciembre de 2017 – 4 de noviembre de 2019 |
|          | Partido del Sur (PdS)                     | Sureñismo              | Natale Cuccurese   | 24 de diciembre de 2017 – 29 de octubre de 2018  |
|          | Partido Comunista Italiano (PCI)          | Comunismo              | Mauro Alboresi     | 2 de enero de 2018 – 14 de julio de 2018         |
|          | Democracia Atea (DA)                      | Socialismo libertario  | Carla Corsetti     | Enero de 2018 – 13 de mayo de 2021               |

PaP además incluye una serie de pequeños partidos, movimientos, centros sociales, sindicatos locales, asociaciones y comités, en particular: Colectivo de Trabajadores de la Ciudad en Choque, Frente Popular Italia, Movimiento Pirata Revolucionario, Eurostop, representantes del movimiento No TAV, el movimiento No TAP, el movimiento No MUOS y el movimiento Sin TRIV.
PaP también está conectado con La Otra Europa con Tsipras (AET), una lista electoral organizada por intelectuales, la desaparecida Izquierda Ecología y Libertad (SEL) y el Partido de la Refundación Comunista (PRC) para las elecciones al Parlamento Europeo de 2014: la lista eligió a tres eurodiputados, incluida Eleonora Forenza del PRC, que junto con Curzio Maltese de SEL aún está afiliada a AET. SEL fue incorporado más tarde en la Izquierda Italiana (SI) y corrió dentro de la lista Libres e Iguales (LeU) en las elecciones de 2018.

## Relaciones internacionales
PaP se inspiró en Momentum, la organización que apoya la dirección de Jeremy Corbyn del Partido Laborista en el Reino Unido y Francia Insumisa, cuyo líder Jean-Luc Mélenchon habló de una «aventura común para la construcción de una alternativa popular para Europa».

## Apoyos
PaP ha sido respaldado por las siguientes figuras públicas:
- Sabina Guzzanti[44]
- Vandana Shiva[45]
- Citto Maselli[46]
- Vauro Senesi[47]
- Ken Loach[48]
- Moni Ovadia[49]
- Camila Vallejo[50]
- Jean-Luc Mélenchon[51]
- Sahra Wagenknecht[52]
- Evo Morales[53]

## Resultados electorales

### Parlamento italiano
| Cámara de Diputados |         |       |         |     |                |
| Año de la elección  | Votos   | %     | Escaños | +/– | Líder          |
| 2018                | 370.320 | 1,13% | 0/630   | –   | Viola Carofalo |

| Senado de la República |         |       |         |     |                |
| Año de la elección     | Votos   | %     | Escaños | +/– | Líder          |
| 2018                   | 319.495 | 1,06% | 0/315   | –   | Viola Carofalo |

## Líderes
- Portavoz nacional: Viola Carofalo (17 de diciembre de 2017–presente)
- Líder político: Viola Carofalo (6 de enero de 2018–presente)